# Чешуеголовый маслюк
Чешуеголовый маслюк (лат. Pholis nebulosa) — вид морских лучепёрых рыб семейства маслюковых.

## Внешний вид и строение
Максимальная длина тела 30 см. Средняя длина 22 см. Тело удлинённое, сжатое с боков. Спинной плавник тянется вдоль всей спины и состоит из 76-84 жёстких лучей. Грудные плавники хорошо развиты, а брюшные плохо очень маленькие, с 1 жёстким и 1 мягким лучами. Голова маленькая, покрытая чешуей, коричневая или чёрная. Тело оливково-коричневое с желтоватым оттенком, покрыто множеством тёмных пятен и пятнышек. Вдоль основания спинного плавника на спине 14-17 темных пятен, переходящих на сам плавник. Брюхо оранжевое, часто очень яркое. Хвостовой плавник оранжевый, либо темно-коричневый с жёлтой каймой по заднему краю.

## Распространение и места обитания
Морская донная рыба, встречается на глубине от 0 до 200 м, обычно от 0 до 20. Населяет северо-западную часть Тихого океана: в Жёлтом, Японском и в южной части Охотского морей, по тихоокеанскому побережью Японских островов. Обитает в приливных заводях или на литорали до глубины 20 м, на песчано-илистом дне и среди скал скалистых рифов, также в зарослях зостеры (Zostera marina). Иногда спускаются на глубину до 200 м. Молодые особи держатся в зарослях плавучих водорослей.

## Поведение и экология
Способен к факультативному воздушному дыханию, поэтому во время отлива остается на литорали среди обнаженных от воды водорослей и камней. Питается гаммаридами. Становится половозрелым при длине 15 см. Самец сторожит кладку.

## Чешуеголовый маслюк и человек
Считается видом под наименьшей угрозой и безвреден для человека. Хотя чешуеголовый маслюк редко используется в коммерческих целях, он высоко ценится как жареная рыба в весенние месяцы в Токио и соседних регионах.